# 黃胸隱麗魚
黃胸隱麗魚，為輻鰭魚綱䲁形目麗魚科嬌麗魚屬的其中一種，分布於中美洲巴拿馬Canaveral河流域，體長可達9公分，棲息在溪流中底層水域，生活習性不明。

## 擴展閱讀
- 維基物種上的相關：黃胸隱麗魚